# Gerard Portielje

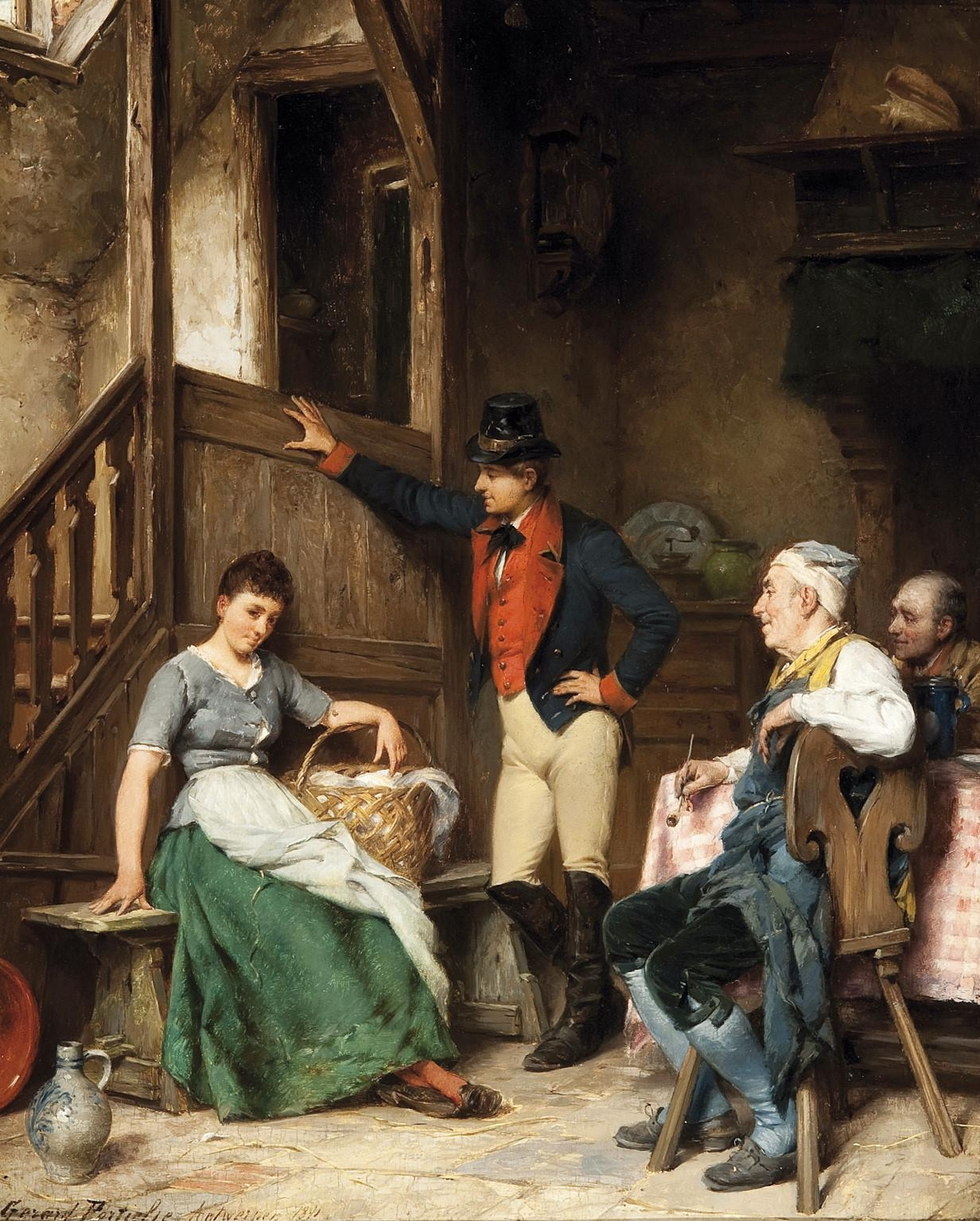
Zwischen zwei Feuern

Gerard Portielje (* 6. Februar 1856 in  Antwerpen; † 18. Mai 1929 in Remich) war ein belgischer Genremaler.
Er wurde als Sohn des Malers Jan Portielje und der Eulalie Lemaire geboren. Er heiratete am 16. September 1882 Caroline-Henriëtte Andreikovits (* 23. April 1859). Sie hatten einen Sohn, Alfred-Johannes-Victor (* 1883). Sein Bruder Edward Portielje wurde ebenfalls Maler.
Gerard Portielje studierte an der Sint-Ignatius Handelsschool in Antwerpen und wurde ab 1870 Student an der Akademie der bildenden Künste in Antwerpen bei Edmond Rumfels, Polydore Beaufaux, Joseph van Lerius und Edward Dujardin.
1887 unternahm er eine Studienreise in die Vogesen und ins Elsass. 1898 reiste er nach England, wo er unter anderem Lowestoft, die östlichste Stadt Großbritanniens besuchte.
Er lebte an verschiedenen Adressen in Antwerpen, bevor er 1888 in die Harmoniestraat 80 einzog, in ein Haus nach eigenem Geschmack mit flämischem neobarockem Interieur.
Von 1898 bis 1925 war er Zeichenlehrer an der Antwerpener Gemeentschule in der Lange Leemstraat.
1914 floh er beim Ausbruch des Ersten Weltkriegs über Ostende nach England. Er blieb dort während der Kriegsjahre im Worcester Park, einem Stadtteil von London Borough of Sutton. Er malte Landschaften und Landhäuser in der Umgebung.
1919 kehrte die Familie nach Antwerpen zurück. Portielje spezialisierte sich auf das Malen von Genreszenen. Für bestimmte Motive nahm er die Hilfe anderer Maler in Anspruch, z. B. Eugène Rémy Maes malte Tiere auf seinen Genregemälden.
Gerard Portielje arbeitete beim Verkauf seiner Werke eng mit Kunsthändlern zusammen. Es gab Geschäftsbeziehungen mit dem amerikanischen Kunsthändler Albert D’Huyvetter.